# Erprobungsstelle
Eine Erprobungsstelle, kurz E-Stelle oder E’Stelle bezeichnet im Allgemeinen eine militärische Dienststelle zum Testen von Wehrmaterial.
Der Name Erprobungsstelle wurde in Deutschland verwendet bis in die 1980er-Jahre.
Danach wurden entsprechende Dienststellen der Bundeswehr in die Wehrtechnischen Dienststellen überführt.

## Nach 1945
- Erprobungsstelle 41 der Bundeswehr – später WTD 41 und heute Wehrtechnische Dienststelle für landgebundene Fahrzeugsysteme, Pionier- und Truppentechnik
- Erprobungsstelle 51 der Bundeswehr – dann WTD 51 und 2013 in der WTD 41 aufgegangen
- Erprobungsstelle 52 der Bundeswehr – dann WTD 52 und heute Wehrtechnische Dienststelle für Schutz- und Sondertechnik
- Erprobungsstelle 53 der Bundeswehr – seit 1986 WTD 53 und heute Wehrwissenschaftliches Institut für Schutztechnologien – ABC-Schutz
- Erprobungsstelle 61 der Bundeswehr – heute Wehrtechnische Dienststelle für Luftfahrzeuge und Luftfahrtgerät der Bundeswehr
- Erprobungsstelle 71 der Bundeswehr – seit 1987 WTD 71 und heute Wehrtechnische Dienststelle für Schiffe und Marinewaffen, Maritime Technologie und Forschung
- Erprobungsstelle 72 der Bundeswehr – zwischen 1972 und 1974 wurden die Erprobungsstellen 71, 72, 73 zusammengefasst und als Erprobungsstelle 71 weitergeführt
- Erprobungsstelle 73 der Bundeswehr – zwischen 1972 und 1974 wurden die Erprobungsstellen 71, 72, 73 zusammengefasst und als Erprobungsstelle 71 weitergeführt
- Erprobungsstelle 81 der Bundeswehr – dann WTD 81 und heute Wehrtechnische Dienststelle für Informationstechnologie und Elektronik
- Erprobungsstelle 91 der Bundeswehr – seit 1987 WTD 91 und heute Wehrtechnische Dienststelle für Waffen und Munition

Siehe auch:  Wehrtechnische Dienststelle

## Vor 1945
- Erprobungsstelle der Luftwaffe in Peenemünde-West
- Erprobungsstelle Tarnewitz für Flugzeugbewaffnung in Tarnewitz
- Erprobungsstelle Rechlin, die zentrale Erprobungsstelle für Luftfahrzeuge im Deutschen Reich von 1926 bis 1945
- Erprobungsstelle See in Travemünde